# Кубок світу з біатлону 2010—2011 — етап 6
Шостий етап Кубка світу з біатлону 2010-11 проходив у Анггольці-Антерсельві, Італія з 20 січня по 23 січня 2011.

## Розклад
Розклад гонок приведений за даними сайту biathlonworld.com
| Дата     | Час       | Дисципліна                    |
| -------- | --------- | ----------------------------- |
| 20 січня | 14:30 CET | Спринт 10 км, чоловіки        |
| 21 січня | 14:30 CET | Спринт 7,5 км, жінки          |
| 22 січня | 13:00 CET | Естафета 4 x 6 км, жінки      |
| 22 січня | 15:30 CET | Масстарт 15 км, чоловіки      |
| 23 січня | 12:45 CET | Масстарт 12,5 км, жінки       |
| 23 січня | 15:15 CET | Естафета 4 x 7,5 км, чоловіки |

## Переможці і призери

### Чоловіки
| Гонка:                                                                     | Золото:                                                         | Час                                                       | Срібло:                                                                   | Час                                                       | Бронза:                                                                    | Час                                                       |
| Спринт 10 км Протокол [Архівовано 21 січня 2011 у Wayback Machine.]        | Антон Шипулін Росія                                             | 23:36.2 (0+0)                                             | Міхаель Ґрайс Німеччина                                                   | 23:46.2 (0+0)                                             | Ларс Бергер Норвегія                                                       | 23:56.7 (0+1)                                             |
| Масстарт 15 км Протокол [Архівовано 22 січня 2011 у Wayback Machine.]      | Мартен Фуркад Франція                                           | 35:33.4 (0+0+1+0)                                         | Б'єрн Феррі Швеція                                                        | 35:50.6 (0+0+1+1)                                         | Антон Шипулін Росія                                                        | 35:51.0 (1+1+0+0)                                         |
| Естафета 4 x 7,5 км Протокол [Архівовано 22 січня 2011 у Wayback Machine.] | Німеччина Крістоф Штефан Даніель Бем Арнд Пайффер Міхаель Грайс | 1:10:17.2 (0+1) (0+0) (0+0) (0+2) (0+2) (0+0) (0+0) (0+2) | Італія Кристіан Де Лоренці Рене Лоран Вільєрмоз Лукас Гофер Маркус Віндіш | 1:10:35.8 (0+2) (0+1) (0+0) (0+1) (0+0) (0+3) (0+0) (0+2) | Норвегія Еміль Хегле Свендсен Уле-Ейнар Б'єрндален Александер Ус Тар'єй Бо | 1:10:45.4 (0+1) (0+1) (0+0) (0+0) (0+0) (0+2) (0+1) (0+3) |

### Жінки
| Гонка:                                                                   | Золото:                                                                     | Час                                                       | Срібло:                                                                | Час                                                       | Бронза:                                                                | Час                                                       |
| Спринт 7,5 км Протокол [Архівовано 22 січня 2011 у Wayback Machine.]     | Тура Бергер Норвегія                                                        | 20:08.1 (0+0)                                             | Анастасія Кузьміна Словаччина                                          | 20:37.2 (0+1)                                             | Ольга Зайцева Росія                                                    | 20:44.5 (0+1)                                             |
| Естафета 4 x 6 км Протокол [Архівовано 22 січня 2011 у Wayback Machine.] | Росія Світлана Слєпцова Ганна Богалій-Титовець Наталія Гусєва Ольга Зайцева | 1:11:14.7 (0+1) (0+0) (0+1) (0+2) (0+0) (0+2) (0+0) (0+0) | Швеція Єнні Юнссон Анна Карін Зідек Анна Марія Нільссон Гелена Екгольм | 1:12:11.8 (0+0) (0+0) (0+3) (0+1) (0+1) (0+1) (0+1) (0+0) | Німеччина Сабріна Бухгольц Катрін Гітцер Міріам Гесснер Андреа Генкель | 1:13:34.8 (2+3) (0+0) (0+0) (0+2) (0+1) (2+3) (0+1) (0+3) |
| Мас-старт 12,5 км Протокол [Архівовано 22 січня 2011 у Wayback Machine.] | Тура Бергер Норвегія                                                        | 33:56.3 (0+1+0+1)                                         | Марі Лор Брюне Франція                                                 | 33:56.9 (0+0+0+1)                                         | Дарія Домрачова Білорусь                                               | 34:02.1 (0+0+0+0)                                         |

## Досягнення
Найкращий результат у кар'єрі
| - Антон Шипулін (RUS), 1 у спринті - Фредрик Ліндстрем (SWE), 8 у спринті - Андрейс Расторгуєвс (LAT), 20 у спринті - Ремус Фаур (ROU), 89 у спринті - Томс Праулітіс (LAT), 95 у спринті | - Єнні Юнссон (SWE), 15 в спринті - Ніна Кленовська (BUL), 25 в спринті - Тан Цзялінь (CHN), 33 в спринті - Анна Карін Стремстедт (SWE), 42 в спринті - Мартіна Храпалова (SVK), 63 в спринті |

Перша гонка на Кубку світу
| - Євгеній Гаранічев (RUS), 13 у спринті - Даніель Ташлер (ITA), 85 у спринті - Петер Казар (SVK), 90 у спринті |